# Liste der Klöster im Rhein-Sieg-Kreis
Die Liste der Klöster im Rhein-Sieg-Kreis zeigt ehemalige und noch bestehende Klöster auf dem Gebiet des heutigen Rhein-Sieg-Kreises in Nordrhein-Westfalen.
| Ort                     | Name                                                                     | Orden | erbaut                            | aufgelöst                                           | Bild |
| ----------------------- | ------------------------------------------------------------------------ | --- | --------------------------------- | --------------------------------------------------- | ---- |
| Alfter                  | Kloster St. Anna                                                         | Augustiner-Chorfrauen ? | 1403 (vor)                        | 1802                                                |      |
| Alfter-Gielsdorf        | Annen-Kloster / Annastift                                                | Arme Dienstmägde Jesu Christi | (durch ADJC besiedelt) 15.07.1858 | (durch ADJC verlassen) 05.03.1954 (heute Annastift) |      |
| Bad Honnef              | Haus Magdalena                                                           | Franziskanerinnen von Nonnenwerth | ?                                 | ? (ca. 2015)                                        |      |
| Eitorf                  | Kloster Merten                                                           | Augustiner-Eremitinnen | 1160 (ca.)                        | 1803                                                |      |
| Hennef (Sieg)           | Kloster Bödingen                                                         | Augustiner-Eremitinnen | 1424                              | 1803                                                |      |
| Hennef (Sieg)           | Kloster Stadt Blankenberg                                                | Augustiner-Eremitinnen | 1296                              |                                                     |      |
| Hennef (Sieg)           | Kloster Zissendorf                                                       | Zisterzienser | 1247                              | 1803                                                |      |
| Hennef (Sieg)           | Kloster Geistingen                                                       | Redemptoristen | 1903                              | 2006                                                |      |
| Sankt Augustin          | Missionshaus St. Augustin                                                | Steyler Missionare | 1913                              |                                                     |      |
| Siegburg                | Abtei Michaelsberg                                                       | Benediktiner | 1064                              | 1803–1914, 1920–1921, 1941–1945, 2011               |      |
| Siegburg                | Karmel Michaelsberg                                                      | Unbeschuhte Karmeliten | 2013                              | bestehend                                           |      |
| Siegburg                | Kloster Seligenthal                                                      | Franziskaner | 1231                              | 1803                                                |      |
| Siegburg                | Haus zur Mühlen                                                          | Alexianer | 1930                              | 1994                                                |      |
| Troisdorf               | Eremitage am Ravensberg                                                  | Franziskaner | 1670                              | 1827                                                |      |
| Königswinter            | Petersberg                                                               | Augustiner-Chorherren, ab 1189 Zisterzienser | 1131, 1189                        | 1176, 1192                                          |      |
| Königswinter            | Kloster Heisterbach                                                      | Zisterzienser | 1192                              | 1803                                                |      |
| Königswinter            | Kloster Heisterbach                                                      | Cellitinnen nach der Regel des hl. Augustinus | 1918                              | bestehend (Generalat des Ordens)                    |      |
| Königswinter-Oberpleis  | Propstei St. Pankratius                                                  | Benediktiner | 1105 (vor)                        | 1803                                                |      |
| Königswinter-Oberpleis  | Maria-Theresia-Bonzel-Haus, Schwesternaltenheim                          | Franziskanerinnen |                                   |                                                     |      |
| Bad Honnef-Aegidienberg | Franziskushaus (mit Vertretung des Provinzialats)                        | Franziskanerinnen vom hl. Josef | 1962?                             | bestehend                                           |      |
| Swisttal                | Schillingscapellen                                                       | Prämonstratenserinnen, ab ca. 1450 Augustinerchorfrauen | 1190 (ca.)                        | 1803                                                |      |
| Swisttal-Buschhoven     | Ordenshaus an St. Katharina                                              | Kongregation vom Heiligen Erzengel Michael | 1985 (ca.)                        | bestehend                                           |      |
| Bornheim-Hersel         | Ursulinenkloster mit Ursulinenschule                                     | Ursulinen | 1852                              | bestehend (Schulträgerschaft bis 2011)              |      |
| Bornheim-Merten         | Kloster Zur heiligen Familie                                             | Franziskanerinnen | 1885                              | 2006                                                |      |
| Bornheim-Walberberg     | Kloster St. Albert                                                       | Dominikaner | 1925                              | Zweiter Weltkrieg, 2007                             |      |
| Bornheim                | Kloster Maria Hilf                                                       | Cellitinnen nach der Regel des hl. Augustinus | 1883                              | 1989                                                |      |
| Rheinbach               | Hermann-Josef-Kolleg seit 1963 Vinzenz-Pallotti-Kolleg seit 2016 Kloster | Pallottiner | 1935                              | 2021                                                |      |
| Rheinbach               | Kloster mit Krankenhaus                                                  | Arme Dienstmägde Jesu Christi | 23.10.1866                        | 01.10.1965                                          |      |
| Rheinbach               | Konvent, zuletzt beim Sankt-Joseph-Gymnasium                             | Schwestern Unserer Lieben Frau (SND) | 1911                              | 1999                                                |      |
| Rheinbach               | Konvent mit Noviziat an St. Martin                                       | Deutscher Orden | 2012                              | 2014                                                |      |
| Rheinbach               | Kloster an der Waldkapelle                                               | Franziskaner bis 1707, ab 1714 Serviten | 1686                              | 1802                                                |      |
| Rheinbach-Flerzheim     | Antoniuskloster                                                          | Zisterzienser bis 1803, 1904–1925 Cellitinnen, 1936–1986 Franziskusschwestern der Familienpflege bzw. Missionarinnen Mariens, ab ca. 1990 Daughters of Divine Love | 1244                              | 2015                                                |      |
| Meckenheim              | Kommunität St. Josef                                                     | Missionsschwestern von der Unbefleckten Empfängnis der Mutter Gottes                                                                                               | 1959                              | 2017                                                |      |
| Neunkirchen-Seelscheid  | Antoniuskolleg                                                           | Salesianer Don Boscos | 1957                              | 2014                                                |      |
| Windeck                 | Kloster Herchen                                                          | Zisterzienser | 1247                              | 1581                                                |      |